# Sophie Gärtner
Sophie Gärtner (* 1. Jänner 1880; † November 1974 in Wien) war eine österreichische Politikerin (CS) und Vereinsfunktionärin.

## Leben und Karriere
Sophie Gärtner wurde am 1. Jänner 1880 geboren und trat politisch für die Christlichsozialen (CS) in Erscheinung. Ab 1919 trat Gärtner als Wiener Gemeinderätin in Erscheinung und vertrat dabei als Mitglied der Christlichsozialen (CS) den 3. Wiener Gemeindebezirk, Landstraße, wobei sie Teil der 1. Wahlperiode des Wiener Landtags und Wiener Gemeinderats war. Darüber hinaus war sie als Bezirksleiterin des politischen Vereines „Frauenrecht“ im 10. Wiener Gemeindebezirk Favoriten, sowie als Leiterin einer KFO-Gruppe (Katholische Frauenorganisation für Wien) und Vorsteherin des Katholischen Arbeiterinnenvereins Landstraße tätig. Im November 1974 starb Gärtner 94-jährig in Wien.